# Xyletinus gracilipes
Xyletinus gracilipes är en skalbaggsart som beskrevs av Henry Clinton Fall 1905. Xyletinus gracilipes ingår i släktet Xyletinus och familjen trägnagare. Inga underarter finns listade i Catalogue of Life.